# 부산마케팅고등학교
부산마케팅고등학교(釜山마케팅高等學校)는 대한민국 부산광역시 부산진구 전포동에 있는 사립 고등학교이다.

## 학교 연혁
- 1953년 4월 18일 : 신민여자고등학교 설립 인가
- 1956년 3월 23일 : 학교법인 동성학원이 부산 초량에 있던 신민학원을 인수
- 1958년 3월 25일 : 덕명여자상업고등학교로 교명 변경
- 1958년 4월 1일 : 신민여자중학교와 같이 전포동 현 위치로 이전
- 1963년 9월 26일 : 설립자 인산 최두고 박사 학교법인 동성학원 이사장 취임
- 1996년 5월 3일 : 학교법인 동성학원 최상진 이사장 취임
- 1998년 5월 23일 : 덕명정보여자고등학교로 교명 변경, 학과를 정보처리과, 멀티미디어학과, 관광경영과, 시각디자인과로 개편
- 2006년 9월 20일 : 부산마케팅고등학교 교명 변경, 학과를 u마케팅과(인터넷비즈니스코스, 디자인콘텐츠코스), 비즈니스마케팅과(유통서비스코스, 금융서비스코스), 생활문화마케팅과(관관서비스코스, 레저·웰빙코스)로 개편
- 2016년 3월 1일 : 학과를 금융정보과 5학급, 관광서비스과 2학급, 보건간호과 2학급, 스포츠건강관리과 1학급으로 개편
- 2024년 2월 7일 : 제68회 졸업식(총 졸업생수 35,842명)
- 2024년 3월 4일 : 신입생 입학식(입학생 수 166명)
- 2024년 9월 1일 : 제17대 차주열 교장 취임

## 설치 학과
- 보건간호과
- 금융정보과
- 공통계열
- 관광서비스과
- 스포츠건강관리과

## 참고 자료
- 부산마케팅고등학교 - 한국교육학술정보원 학교알리미